# Pfastatt

Pfastatt este o comună în departamentul Haut-Rhin din estul Franței. În 2009 avea o populație de 8.599 de locuitori.

## Evoluția populației
| An        | 1975  | 1982  | 1990  | 1999  | 2006  | 2009  |
| --------- | ----- | ----- | ----- | ----- | ----- | ----- |
| Populație | 6.353 | 6.247 | 8.061 | 7.946 | 8.356 | 8.599 |